# Dynatrace
Dynatrace est un éditeur de logiciels spécialisé en Observabilité, notion incluant : la gestion de la performance des infrastructures, de la performance applicative (Application performance management, APM), de la performance de l'expérience des utilisateurs (RUM) & la détection des vulnérabilités applicatives.
L'unique produit qu'elle propose est une plateforme stratégique à destination des directions des systèmes d’information et du business numérique, pour les start-up innovantes, moyens ou grands comptes.
La solution proposée par l’entreprise est destinée à des architectures très modernes  dans le Cloud ou en entreprise (ou communément appelées "on-premise"). 
La plateforme Dynatrace supervise la disponibilité et la performance du système d'information dans sa globalité, ainsi que leur impact sur l’expérience utilisateur, grâce à une analyse en profondeur et en temps réel du code, logs, traces et métriques, des vrais utilisateurs et du réseau. 
La société, préalablement détenue par Compuware, est devenue autonome en décembre 2014 à la suite de sa cession à la société de capital-investissement Thoma Bravo (en). 

## L'histoire
Les origines de Dynatrace remontent au 2 février 2005, jour de la création de dynaTrace Software GmbH à Linz, en Autriche, et au 9 mai 2005, date du rachat d’Adlex Inc. par Compuware. Suivi par l’acquisition, le 2 janvier 2007, de Centauri Business Service Manager de Proxima Technology. Après le rachat de Gomez Inc. le 9 novembre 2009 et de dynaTrace Software le 1er juillet 2011 le nom Compuware APM a été retenu, et conservé jusqu'à ce que la société de capital-investissement Thoma Bravo prenne le contrôle de la société en 2014. Après la séparation avec le groupe Compuware, Compuware APM est alors devenu Dynatrace,. Dynatrace est à l’origine, en 2014, du concept de Gestion de la Performance Digitale.

## Produit proposé
Une seule et unique plateforme, appelée "Dynatrace", qui inclut en son sein :
- Gestion de la performance des infrastructures

- Gestion de la performance applicative (APM ou Application Performance Monitoring)
- Gestion des logs
- Gestion de l'Expérience utilisateur réel (RUM ou Real User Monitoring)
- Monitoring synthétique
- Gestion de la sécurité des vulnérabilités applicatives